# Lukas Tursch
Lukas Tursch (* 29. März 1996) ist ein österreichischer Fußballspieler.

## Karriere
Tursch begann seine Karriere bei der Union FC Ternberg. 2010 ging er in die AKA Linz. Im Frühling 2014 wechselt er zum LASK Linz, mit dem er den Aufstieg in den Profifußball feiern konnte. Im Sommer wechselt er zum Ligakonkurrenten SV Horn. Sein Profidebüt gab er am 5. Spieltag 2014/15 gegen die Kapfenberger SV. Nach dem Abstieg der Horner wechselte er zum SC Austria Lustenau.
Zur Saison 2016/17 wechselte er zum Ligakonkurrenten Floridsdorfer AC. Zur Saison 2018/19 wechselte er zum FC Blau-Weiß Linz, bei dem er einen bis Juni 2019 laufenden Vertrag erhielt. Für die Linzer kam er zu 65 Zweitligaeinsätzen, in denen er neun Tore machte.
Im Februar 2021 wechselte Tursch zum Bundesligisten SKN St. Pölten, bei dem er einen bis Juni 2022 laufenden Vertrag erhielt. Für den SKN kam er zu vier Einsätzen in der Bundesliga, ehe er sich im März 2021 das Kreuzband riss. In seiner Abwesenheit stiegen die Niederösterreicher zu Saisonende in die 2. Liga ab. Nach seiner Genesung in der Winterpause 2021/22 kam er dann zu 14 Zweitligaeinsätzen für den SKN. Nach seinem Vertragsende in St. Pölten kehrte Tursch zur Saison 2022/23 nach Linz zurück, wo er einen bis Juni 2024 laufenden Vertrag bei Blau-Weiß unterschrieb. Mit Blau-Weiß stieg er zu Saisonende in die Bundesliga auf. Nach 38 Einsätzen für die Linzer verließ er den Verein nach der Saison 2024/25.
Zur Saison 2025/26 wechselte Tursch daraufhin zu Regionalligist ASKÖ Oedt.